# 恵力寺
恵力寺（けいりきじ）は、中華人民共和国浙江省嘉興市海寧市硤石街道紫薇山にある仏教寺院。またの名は西寺という。

## 歴史
東晋の寧康年間（373年 - 375年）に尚書の張延光が建立したのが始まりで、創建当初は志愿寺と称していた。北宋の大中祥符2年（1009年）、真宗により「恵力寺」の額を賜った。1922年、大雄宝殿が修築されている。
1956年に浙江省の省級保護単位となり、2013年5月に第七批全国重点文物保護単位に指定された。

## 伽藍
紫薇橋、経幢、天王殿、大雄宝殿、蔵経閣